# Старокатаєво
Староката́єво (рос. Старокатаево, башк. Иҫке Ҡатай) — село у складі Бакалинського району Башкортостану, Росія. Входить до складу Новокатаєвської сільської ради.
Населення — 543 особи (2010; 596 2002).
Національний склад:
- башкири — 58 %
- татари — 41 %